# ریس بکفورد
ریس بکفورد (به انگلیسی: Reiss Beckford) ژیمناست زادهٔ ۱۷ فوریهٔ ۱۹۹۲ میلادی اهل کشور بریتانیا است.